# Ornipressina
L'ornipressina è un composto chimico di formula chimica C45H63N13O12S2.

## Storia
Il composto è stato ritirato dal commercio a causa degli alti tassi di complicazioni, inclusi infarti intestinali e della lingua, nonché aritmie.

## Caratteristiche strutturali e fisiche
L'ornipressina è classificata come oligopeptide. È un analogo sintetico della vasopressina con sostituzione dell'ornitina nel residuo 8 del nonapeptide ciclico.
| N. di atomi pesanti                          | 72                |
| N. di donatori di legami a idrogeno          | 13                |
| N. di accettori di legami a idrogeno         | 16                |
| N. di elementi stereogenici atomici definiti | 8                 |
| N. di legami ruotabili                       | 18                |
| Massa monoisotopica                          | 1.041,41605684 Da |
| Superficie polare                            | 476 Å²            |

## Farmacologia e tossicologia

### Farmacodinamica
Il composto possiede un'affinità predominante per i recettori V1 situati nelle cellule muscolari lisce vascolari, particolarmente abbondanti nei vasi splancnici.

### Effetti del composto e usi clinici
Si tratta di un vasocostrittore e antiemorragico locale.